# 4つのリズム・エチュード

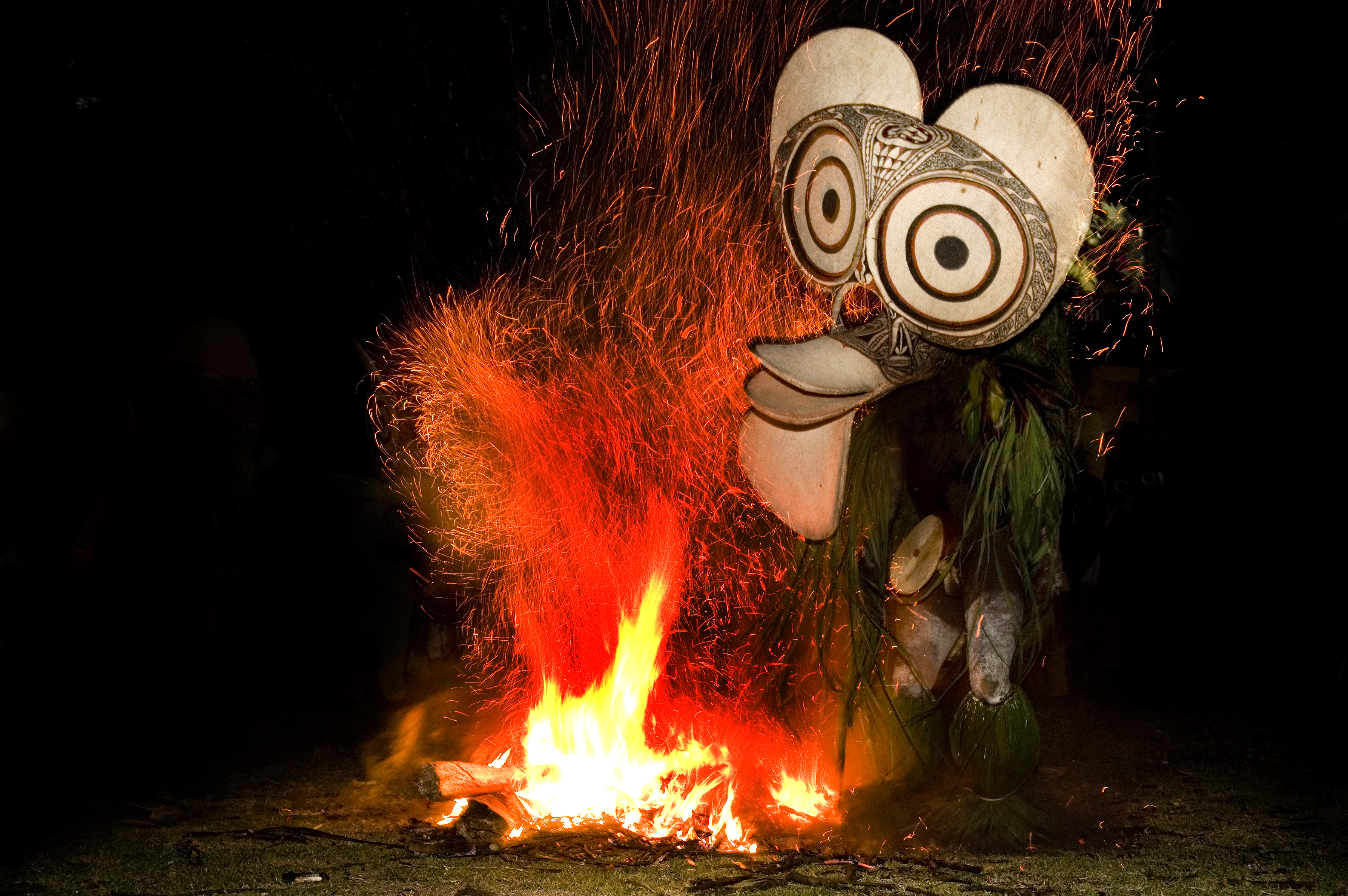
パプアニューギニアの民族による火の踊り

4つのリズム・エチュード (仏: 4 Études de rythme)は、フランスの作曲家オリヴィエ・メシアンが1949年から1950年にかけて作曲したピアノのための作品である。「火の島 I」「音価と強弱のモード」「リズム的ネウマ」「火の島 II」の4曲からなり、第2曲ではトータル・セリエリズムの理論が初めて実践されている。4つのリズムの練習曲とも訳される。

## 作曲の経緯
4曲からなるピアノ曲は、第2曲と第3曲が1949年、第1曲と第4曲は1950年と異なる年代に作曲された。1950年11月にチュニスにて作曲者自身により初演され、同年デュラン社から4曲別々に出版された。楽譜はまた、2つの「火の島」はニューギニアのパプア人に捧げられた。

## 楽曲構成
全4曲からなる。演奏時間は約16分から17分。「火の島」はパプア・ニューギニアの火山活動を描写するとともに、同地の呪術的儀式の暴力性を示唆する。
1. 火の島 I (仏: Île de feu I)
パプア・ニューギニアのメロディに基づいた変奏曲。
2. 音価と強弱のモード(仏: Mode de valeurs et d'intensités)
36個の高さ、長さ、スタッカートやレガートといったアーティキレーション、強度を固定された音から作り出される3声部からなる曲。この作品はトータル・セリエリズムを実践した作品として評価されているが、音高、音価、強弱の組み合わせが守られているのみで、各音が現れる順序などはセリー状に並んでいないため、厳密にはセリー手法は取られていない。
3. リズム的ネウマ(仏: Neumes rythmique)
繰り返すたびに16分音符1個ずつ各音が延長されるパターンや、回文によるリズム、グレゴリオ聖歌の記譜法であるネウマを１つずつリズムに対応させている。
4. 火の島 II(仏: Île de feu II)
「火の島 I 」で用いられたパプア・ニューギニアの変奏と、「音価と強弱のモード」のやり方で固定された12の音の、置換群を使用した10回の変換の組み合わせによる前半部分と十二音技法を逆行させる、回文によるパターンに伴奏されるトッカータの後半部分からなる。
なお、作曲者が妻イヴォンヌ・ロリオ＝メシアンのレコード（1968年）に附した解説においては、第2曲と第3曲を入れ替えた曲順が望ましいとされている。

## 後進への影響
2曲目の「音価と強弱のモード」は、トータル・セリエリズムの理論を初めて実践した作品として、1950年代のダルムシュタット夏季現代音楽講習会に参加していたピエール・ブーレーズやカールハインツ・シュトックハウゼンらの作風に影響を与えた。ブーレーズはこれの影響を受けて『構造 第1巻』を作曲し、シュトックハウゼンはパリ音楽院のメシアンのクラスに参加することとなった。

## 録音
1951年5月にパテ・マルコーニ（EMIグループ）においてメシアン自身の演奏により録音されており、『4つのリズム・エチュード』の題はこの際が初出である。